# Gewürztraminer
El gewürztraminer és un tipus de raïm de grans rosats que es conrea a Alsàcia (on representa el 18% de la superfície vitícola), Alemanya, Àustria, Itàlia, Suïssa i altres zones per produir el vi blanc del mateix nom. El seu nom prové del poble de Tramin an der Weinstraße del Tirol del Sud, que és possiblement d'on va sorgir. En alemany Gewürz significa espècia, i Gewürztraminer és la varietat traminer, o savagnin, perfumada d'espècies. També s'anomena savagnin rosat aromàtic.
Els vins que s'obtenen d'aquesta varietat són rics en aromes i fruits, així com espècies. Marida bé per a menjar foie gras, postres i formatges forts. També serveix per acompanyar cuines on domina el gust picant, ja que la seva dolçor fa que l'especiat resulti menys pronunciat. Si es recull sobremadurat (verema tardana) es pronuncia el dolç en el vi.
A Catalunya s'ha adaptat molt bé a les zones altes del Penedès i s'elaboren vins de dos tipus, uns de normals i uns altres on es remarca el component de vi dolç per ser consumit com a vi de licor. També al Somontano aragonès és una varietat que s'hi ha adaptat molt bé i dona grans vins. Des de fa uns anys també es cultiva a Andorra, a unes vinyes de recent creació al quart lauredià de Nagol, i al Pla de Bages.